# أفرام يوسف عبا
أفرام يوسف عبا منصور (18 يونيو 1951، بغديدا - ) هو رئيس أساقفة بغداد في الكنيسة السريانية الكاثوليكية منذ 2011.

## سيرته
ولد أفرام يوسف عبا منصور في 18 يونيو 1951 في بغديدا. رُسم كاهنًا في 30 يونيو 1973 على يد رئيس الأساقفة الكلداني عمانوئيل ددّي. و في 26 يونيو 2010 اختير ليكون رئيس أساقفة الكنيسة السريانية الكاثوليكية في بغداد و تمت الموافقة في 1 مارس 2011. و تم تكريسه رئيسًا للأساقفة في 16 أبريل 2011 في كنيسة الطاهرة الكبرى من قبل البطريرك إغناطيوس يوسف الثالث يونان، و شارك في تكريسه رؤساء الأساقفة أثناسيوس متي متوكا و يوليوس ميخائيل الجميل و باسيليوس جرجس القس موسى.
و قام رئيس الأساقفة أفرام يوسف بتكريس الأسقف ثيوفيلوس فيليب هادي بركات رئيسًا لأساقفة حمص في 7 مايو 2016.